# Neodontobutis ngheanensis
Neodontobutis ngheanensis is een straalvinnige vissensoort uit de familie van de zeegrondels (Odontobutidae). De wetenschappelijke naam van de soort is voor het eerst geldig gepubliceerd in 2011 door Nguyen & Nguyen.